# Municipio de Pollard
El municipio de Pollard (en inglés: Pollard Township) es un municipio ubicado en el condado de Clay en el estado estadounidense de Arkansas. En el año 2010 tenía una población de 532 habitantes y una densidad poblacional de 7,08 personas por km².

## Geografía
El municipio de Pollard se encuentra ubicado en las coordenadas 36°26′24″N 90°16′56″O / 36.44000, -90.28222. Según la Oficina del Censo de los Estados Unidos, el municipio tiene una superficie total de 75.09 km², de la cual 74,91 km² corresponden a tierra firme y (0,24 %) 0,18 km² es agua.

## Demografía
Según el censo de 2010, había 532 personas residiendo en el municipio de Pollard. La densidad de población era de 7,08 hab./km². De los 532 habitantes, el municipio de Pollard estaba compuesto por el 99,44 % blancos y el 0,56 % eran de una mezcla de razas. Del total de la población el 0,94 % eran hispanos o latinos de cualquier raza.